# Helianthemum serranicum
Helianthemum serranicum är en solvändeväxtart som beskrevs av Gonzalo Mateo. Helianthemum serranicum ingår i släktet solvändor, och familjen solvändeväxter. Inga underarter finns listade i Catalogue of Life.